# Poraqueiba sericea
Poraqueiba sericea ist ein Baum in der Familie der Icacinaceae aus dem nördlichen Brasilien, Venezuela, Kolumbien, Peru und Ecuador. 

## Beschreibung
Poraqueiba sericea wächst als immergrüner Baum bis zu 25 Meter hoch, in Kultur bleibt er mit bis zu 8 Meter deutlich kleiner. Der Stammdurchmesser erreicht bis zu 50 Zentimeter.
Die einfachen, wechselständigen und kurz gestielten, leicht ledrigen Laubblätter sind meist kahl. Der dickliche, steife Blattstiel ist bis 3–3,5 Zentimeter lang. Die ganzrandigen, eiförmigen bis elliptischen oder verkehrt-eiförmigen Blätter sind 12–30 Zentimeter lang und 7–17 Zentimeter breit. An der Spitze sind sie bespitzt bis geschwänzt. Die Nebenblätter fehlen.
Es werden kleine, achselständige Rispen gebildet. Die duftenden, fünfzähligen und zwittrigen, sehr kleinen, sitzenden Blüten sind weiß bis gelb und mit doppelter Blütenhülle. Es sind winzige Deckblätter vorhanden. Die 5 außen seidig behaarten, etwa 2 Millimeter langen Kelchblätter sind kurz verwachsen. Die 5 fleischigen, außen seidig behaarten und bis 4 Millimeter langen Petalen, mit innen drei behaarten Graten, sind frei. Die 5 kurzen Staubblätter mit fleischigen, abgeflachten Staubfäden sind frei, mit einem verbreiterten Konnektiv. Der einkammerige Fruchtknoten ist oberständig mit einem kurzen Griffel mit kleiner, kopfiger Narbe.
Es werden kahle, gelbe bis orange oder dunkel-violette und ellipsoide, etwa 6–9 Zentimeter lange, dünnschalige, glatte, glänzende Steinfrüchte mit einem großen, harten, holzigen und einsamigen Steinkern gebildet.

## Verwendung
Die ölhaltigen Früchte sind essbar und werden roh oder gekocht verwendet. Sie werden gerne mit Maniokmehl vermischt und als Paste gegessen. Sie sind bekannt als Umari oder Mari.
Das nicht beständige Holz wird für einige Anwendungen genutzt.